# Notiocheilosia
Notiocheilosia là một chi ruồi trong họ Syrphidae.